# Hannah Montana 3
Hannah Montana 3 là album nhạc phim được phát hành ngày 7 tháng 7, 2009 tại Hoa Kỳ bởi Walt Disney Records cho phim dài tập Hannah Montana trên kênh Disney. Album là sự nối tiếp của album nhạc phim được 3 đĩa bạch kim - Hannah Montana 2.
Album đã nhận được đa số ý kiến tích cực từ các nhà phê bình như Common Sense Media và Entertainment Weekly với các bản nhạc sôi động và vui nhộn phù hợp cho các buổi tiệc và những lúc trầm lắng với các bản ballad, thậm chí còn so sánh các bài hát và khả năng hát của Miley với Grease và Kelly Clarkson. Tuy nhiên, nó không được đánh giá cao bởi Allmusic vì nó "nhạt nhẽo", nhưng cho rằng "album cho đúng những thứ mà fan cần". Hannah Montana 3 ra mắt tại vị trí thứ hai bảng xếp hạng Billboard 200 tại Mỹ với 137.000 bản được bán ra.

## Thông tin chung
Miley thu âm ca khúc cho album cũng như cho phim trong năm 2008 và 2009. Có rất nhiều nhà sản xuất và nhà sáng tác có tiếng đã bắt tay tham gia vào album, trong đó có vị giám khảo mới của American Idol 2009 Kara DioGuardi("Mixed Up", "He Could Be the One", "Supergirl", "Don't Wanna Be Torn"), Robbie Nevil ("Ice Cream Freeze"), Colleen Fitzpatrick (Vitamin C) viết ca khúc "Let's Get Crazy" và nhiều người khác. Bài Let's Do This được sáng tác và biểu diễn bởi Adam Tefteller trước khi Miley hát lại bài này với phong cách mới cho album. Album không chỉ giới thiệu giọng hát của Miley mà còn giới thiệu giọng của Mitchel Musso trong bài "Let's Make This Last 4Ever" và hai bài song ca, mặc dù lúc đầu đều chỉ do một mình Miley thu âm: "I Wanna Know You" cùng David Archuleta và phiên bản mới của If We Were A Movie cùng Corbin Bleu được sử dụng trong tập cuối của mùa phát sóng thứ hai. "Let's Do This" và "Let's Get Crazy" cũng từng có mặt trong album Hannah Montana: The Movie. Nhìn chung là album nhạc phim Hannah Montana mùa thứ 3 rất hấp dẫn nhưng có phần kén người nghe hơn so với các album Hannah Montana trước, điều này cũng phần nào thể hiện sự trưởng thành của nhân vật Miley Stewart / Hannah Montana trong phim.

## Quảng bá
| Đánh giá chuyên môn  | Đánh giá chuyên môn |
| Nguồn đánh giá       | Nguồn đánh giá      |
| Nguồn                | Đánh giá            |
| -------------------- | ------------------- |
| AllMusic             |                     |
| Entertainment Weekly | (B)                 |

### Album
Ngày 10 tháng 10 năm 2008, Miley Cyrus đóng Hannah Montana với tóc giả để hát cho buổi biểu diễn miễn phí tại Irvine, California với sự xuất hiện lần đầu của trang phục mới trong mùa thứ ba phát sóng. Việc quay lại buổi biểu diễn cũng là nguồn của các clip nhạc cho bài It's All Right Here, Let's Do This, Ice Cream Freeze (Let's Chill), Mixed Up, Just a Girl, Supergirl, Let's Get Crazy và Every Part of Me. Năm video cuối được phát sóng liên tục từ ngày 29 tháng 6 đến 3 tháng 7 như là một cách đếm ngược đến ngày phát hành. Radio Disney cũng cho phát các bài hát dần dần hàng ngày đến ngày ra mắt toàn bộ album trên Radio Disney vào ngày 4 tháng 7. Walt Disney Records cũng cho quảng cáo Hannah Montana 3 trên các kênh truyền hình cho tuổi teen khác.

### Bài hát
Một vài bài hát được phát trước nhằm việc quảng cáo cho album. Bài hát đầu tiên được ra mắt là It's All Right Here trên Radio Disney vào ngày 7 tháng 11 năm 2008 cùng với video phát trên kênh Disney. I Wanna Know You được ra mắt sau đó vào ngày 2 tháng 5 năm 2009. Sau dó, He Could Be The One được ra mắt vào ngày 12 tháng 6 năm 2009 với một video nhạc được đi kèm theo quảng cáo cho tập phim đặc biệt của Hannah Montana kéo dài một giờ với cùng tên gọi.

## Đĩa đơn
It's All Right Here
Let's Do This
Let's Do This là đĩa đơn đầu tiên của Hannah Montana 3, được giới thiệu trong Hannah Montana: The Movie và nhạc phim của phim. Video nhạc của bài ra mắt ngày 13 tháng 12 năm 2008 trên kênh Disney. Nhờ vào việc mua bài hát qua mạng, bài này được xuất hiện trên bảng xếp hạng với thứ hạng cao nhất đạt hạng 23 bảng xếp hạng sau top 100 Billboard (tương đương hạng 123 Billboard Hot 100)
Let's Get Crazy
Let's Get Crazy là đĩa đơn thứ hai từ album, bài này cũng được sử dụng trong Hannah Montana: The Movie và nhạc phim của phim trước khi có mặt trong series, bên cạnh đó, bài này cũng xuất hiện trong album tuyển tập bài hát của Disney mang tên "Disney Channel Playlist" và phiên bản karaoke trong "Disney Karaoke Series: Disney Channel, Vol. 1", cả hai cùng phát hành ngày 9 tháng 6. Một video nhạc được ra mắt trên kênh Disney vào ngày 19 tháng 1 năm 2009 là để quảng cáo cho Hannah Montana: The Movie. Nhờ số lượng mua bài hát qua mạng lớn, Let's Get Crazy có mặt trên bảng xếp hạng với vị trí cao nhất là hạng 57 trên Billboard Hot 100 và hạng 26 tại Canada - trở thành bài hát có thứ hạng cao nhất của Hannah tại đây. Bài này được đánh giá tích cực từ các nhà phê bình "hoàn hảo để mở màn sân khấu và thỏa mãn cơn khát của fan Hannah".
I Wanna Know You
I Wanna Know You là sản phẩm hợp tác giữa Hannah Montana và Á quân American Idol 2008 David Archuleta. Bài hát này có nội dung rất nhẹ nhàng, dễ nghe, dễ nhớ, kể về câu chuyện làm quen của đôi bạn nam nữ trẻ, rất phù hợp với thị hiếu nghe nhạc hiện nay.
Ice Cream Freeze (Let's Chill)
Ice Cream Freeze (Let's Chill) là đĩa đơn thứ ba từ Hannah Montana 3, ra mắt ngày 22 tháng 5 năm 2009 trên Radio Disney cùng với video ca nhạc trên kênh Disney cùng ngày. Bài hát cùng video nhạc được cho phép tài về từ iTunes từ ngày 30 tháng 6, một phần của Radio Disney iTunes Pass tuần thứ hai. Đĩa đơn này được phát hành trước khi ra mắt album.
He Could Be the One

## Danh sách bài hát
| Bản tiêu chuẩn   | Bản tiêu chuẩn                                   | Bản tiêu chuẩn                                                                                              | Bản tiêu chuẩn |
| STT              | Nhan đề                                          | Sáng tác | Thời lượng     |
| ---------------- | ------------------------------------------------ | --- | -------------- |
| 1.               | "It's All Right Here"                            | Antonina Armato, Tim James                                                                                  | 3:49           |
| 2.               | "Let's Do This"                                  | Derek George, Tim Owens, Adam Tefteller, Ali Theodore                                                       | 3:32           |
| 3.               | "Mixed Up"                                       | Kara DioGuardi, Marti Frederiksen                                                                           | 3:52           |
| 4.               | "He Could Be the One"                            | DioGuardi, Mitch Allan                                                                                      | 3:00           |
| 5.               | "Just a Girl"                                    | Toby Gad, Arama Brown                                                                                       | 3:35           |
| 6.               | "I Wanna Know You" (với David Archuleta)         | Chen Neeman, Jeannie Lurie, Aris Archontis                                                                  | 2:47           |
| 7.               | "Supergirl"                                      | Dan James, DioGuardi                                                                                        | 2:54           |
| 8.               | "Every Part of Me"                               | Adam Watts, Andy Dodd                                                                                       | 3:30           |
| 9.               | "Ice Cream Freeze (Let's Chill)"                 | Matthew Gerrard, Robbie Nevil                                                                               | 3:07           |
| 10.              | "Don't Wanna Be Torn"                            | DioGuardi, Allan                                                                                            | 3:28           |
| 11.              | "Let's Get Crazy"                                | Colleen Fitzpatrick, Michael Kotch, Dave Derby, Michael "Smidi" Smith, Stefanie Ridel, Mim Nervo, Liv Nervo | 2:35           |
| 12.              | "I Wanna Know You" (Bản solo)                    | Chen Neeman, Lurie, Aris Archontis                                                                          | 2:46           |
| 13.              | "Let's Make This Last 4Ever" (bởi Mitchel Musso) | Justin Gray, Michael Raphael, Sam Musso, Mitchel Musso                                                      | 3:12           |
| 14.              | "If We Were a Movie" (với Corbin Bleu)           | Lurie, Holly Mathis                                                                                         | 3:04           |
| Tổng thời lượng: | Tổng thời lượng:                                 | Tổng thời lượng:                                                                                            | 45:11          |

| Phiên bản đặc biệt cho iTunes | Phiên bản đặc biệt cho iTunes                                | Phiên bản đặc biệt cho iTunes |
| STT                           | Nhan đề                                                      | Thời lượng                    |
| ----------------------------- | ------------------------------------------------------------ | ----------------------------- |
| 15.                           | "It's All Right Here" (Video biểu diễn trực tiếp)            | 3:49                          |
| 16.                           | "Let's Do This" (Video biểu diễn trực tiếp)                  | 3:35                          |
| 17.                           | "Every Part of Me" (Video biểu diễn trực tiếp)               | 3:31                          |
| 18.                           | "Ice Cream Freeze (Let's Chill)" (Video biểu diễn trực tiếp) | 3:01                          |
| 19.                           | "Mixed Up" (Video biểu diễn trực tiếp)                       | 3:51                          |
| 20.                           | "Supergirl" (Video biểu diễn trực tiếp)                      | 2:55                          |
| 21.                           | "Just a Girl" (Video biểu diễn trực tiếp)                    | 3:38                          |
| 22.                           | "Let's Get Crazy" (Video biểu diễn trực tiếp)                | 2:39                          |

## Phát hành
| Vùng            | Ngày                | Nhãn                    |
| --------------- | ------------------- | ----------------------- |
| Đức             | 3 tháng 6 năm 2009  | Megaphon Records        |
| Hà Lan          | 2 tháng 7 năm 2009  | Walt Disney             |
| Pháp            | 5 tháng 7 năm 2009  | Walt Disney             |
| Vương quốc Anh  | 6 tháng 7 năm 2009  | EMI                     |
| New Zealand     | 6 tháng 7 năm 2009  | Walt Disney/EMI         |
| Thụy Sĩ         | 6 tháng 7 năm 2009  | Walt Disney/EMI         |
| Argentina       | 7 tháng 7 năm 2009  | Walt Disney             |
| Canada          | 7 tháng 7 năm 2009  | Walt Disney             |
| Chile           | 7 tháng 7 năm 2009  | Walt Disney             |
| Đan Mạch        | 7 tháng 7 năm 2009  | Walt Disney/Buena Vista |
| Hồng Kông       | 7 tháng 7 năm 2009  | Walt Disney             |
| México          | 7 tháng 7 năm 2009  | Walt Disney             |
| Puerto Rico     | 7 tháng 7 năm 2009  | Walt Disney             |
| Nga             | 7 tháng 7 năm 2009  | Walt Disney             |
| Tây Ban Nha     | 7 tháng 7 năm 2009  | Walt Disney             |
| Hoa Kỳ          | 7 tháng 7 năm 2009  | Walt Disney             |
| Thụy Điển       | 8 tháng 7 năm 2009  | Walt Disney/Buena Vista |
| Ý               | 10 tháng 7 năm 2009 | Walt Disney             |
| Nhật (CD + DVD) | 22 tháng 7 năm 2009 | Walt Disney             |
| Áo              | 4 tháng 9 năm 2009  | Walt Disney/EMI         |
| Đức (CD+DVD)    | 4 tháng 9 năm 2009  | Walt Disney/EMI         |

## Bảng xếp hạng

### Album
| Bảng xếp hạng (2009)       | Hạng cao nhất |
| -------------------------- | ------------- |
| UK Compilation Album Chart | 5             |
| U.S.Billboard 200          | 2             |

### Bài hát
| "He Could Be The One"            | Hannah Montana                    | 10  |
| "I Wanna Know You"               | Hannah Montana và David Archuleta | 74  |
| "Ice Cream Freeze (Let's Chill)" | Hannah Montana                    | 87  |
| "Don't Wanna Be Torn"            | Hannah Montana                    | 104 |
| "Supergirl"                      | Hannah Montana                    | 105 |
| "It's All Right Here"            | Hannah Montana                    | 124 |